# Хорунжий, Валентин Алексеевич
Валентин Алексеевич Хору́нжий (5 января 1906, Пологи — 1968) — советский горный инженер, лауреат Сталинской премии. Основатель и первый директор института Гипронисэлектрошахт.

## Биография
Родился 5 января 1906 года в городе Пологи (ныне Запорожская область, Украина) в семье железнодорожника.
После окончания СГИ (1930) работал механиком шахт в Средней Азии, затем на Украине (Макеевка, Горловка).
С 1939 года — главный механик треста «Артёмуголь». После начала Великой Отечественной войны — механик шахты «Журинка» (Кузбасс), в 1942—1943 годах — руководитель группы механиков комбината «Молотовуголь».
В 1943—1957 годах — заместитель главного механика Минуглепрома СССР, затем главный механик Минуглепрома УССР.
В 1957 году назначен директором созданного по его инициативе института Гипронисэлектрошахт (позже — УкрНИИВЭ).
Умер в 1968 году после очередного инфаркта.
Соавтор книги: Взрывозащищённое электрооборудование [Текст] / В. А. Хорунжий, Ю. М. Рибас, С. С. Недосеков, 1962. — 319, [1] с.

## Награды
- Сталинская премия первой стеени (1948) — за разработку и внедрение передовых методов откачки затопленных шахт Донбасса и восстановление горного оборудования, значительно ускоривших темпы восстановления Донбасса
- орден Ленина
- орден Трудового Красного Знамени
- два ордена «Знак Почёта»
- медали